# Jadwiga Luśniak

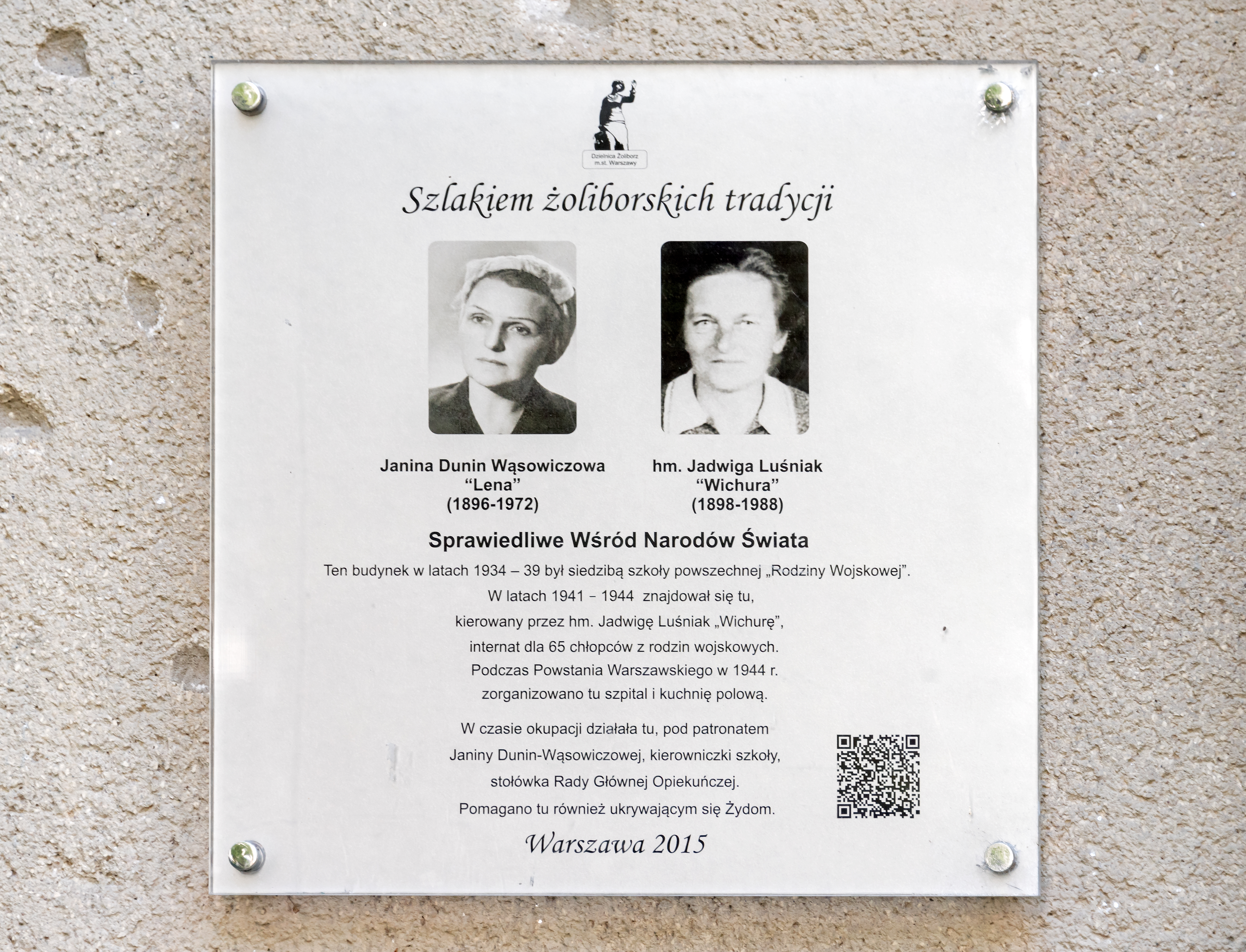
Tablica upamiętniająca Jadwigę Luśniak przy ul. Czarnieckiego 49 w Warszawie

Jadwiga Luśniak ps. „Wichura” (ur. 22 maja 1898 w Rzeszowie, zm. 10 kwietnia 1988) – polska instruktorka harcerska, historyk harcerstwa, nauczycielka.

## Życiorys
Od młodości zaangażowała się w działalność harcerską w szeregach Pomorskiej Chorągwi Harcerek. Była jednym z organizatorów obozu ogólnopolskiego na Polance Redłowskiej, który odwiedziło kilkuset instruktorów brytyjskich z małżeństwem Baden Powellów na czele. W 1934 organizowała Zlot Pomorskiej Chorągwi Harcerek w Funce koło Chojnic, na którym przygotowała swoje podopieczne do sprawdzianu umiejętności na III Jubileuszowym Zlocie Harcerstwa Polskiego w Spale, zorganizowanego w XXV-lecie ZHP. Pomorskie harcerki zebrały na zlocie w Spale bardzo dobre oceny. Poza pracą ze starszą młodzieżą Luśniak aktywnie zajmowała się ruchem zuchowym. Interesowała się również drużynami wiejskimi. Kładąc nacisk na patriotyczne wychowanie kierowała się hasłami programowymi: „Trzymamy straż nad Bałtykiem” i „Twierdzą nam będzie każdy próg”.
W 1938 jako podinspektor Przysposobienia Obronnego Kobiet została komendantką Pomorskiego Pogotowia Harcerek. We wrześniu 1939 czynnie uczestniczyła w obronie Torunia, m.in. kopiąc rowy i zajmując się obsługą transportów wojskowych i ludności cywilnej. Po kilku dniach na polecenie władz wojskowych (i zgodnie z poleceniem Naczelnictwa ZHP) wyruszyła wraz z innymi instruktorkami do Warszawy, ale nie zdążyła tam dotrzeć przed Niemcami. W tej sytuacji powróciła do Torunia, który rychło opuściła, zagrożona aresztowaniem. Do marca 1940 pracowała jako nauczycielka w mniejszych miejscowościach. Wiosną 1940 znalazła się w Warszawie, gdzie przez kilka miesięcy pracowała w Wydziale Opieki nad Dzieckiem Polskiego Czerwonego Krzyża, a następnie na polecenie harcmistrzyni Józefiny Łapińskiej (ogólnopolskiej komendantki Pogotowia Harcerek) w Radzie Głównej Opiekuńczej (w sekcji Opieki nad Dzieckiem). Kierowała internatem na Żoliborzu dla chłopców – sierot i półsierot z rodzin wojskowych; w internacie była jedną z organizatorek tajnego nauczania. Na terenie placówki ukrywała również Żydów. Przed wybuchem powstania wyprowadziła swoich podopiecznych do Zalesia Górnego i sama zajęła się organizacją w internacie punktu żywnościowego i szpitala powstańczego. 20 września 1944 została aresztowana przez Niemców. Trafiła do obozu przejściowego w Pruszkowie, a następnie do obozu koncentracyjnego w Ravensbrück (numer obozowy 74724). Została następnie przeniesiona do obozu w Litkeshof, a w styczniu 1945 w Leupheim, gdzie doczekała wyzwolenia przez wojska francuskie.
Do września 1945 pozostała w Leupheim, gdzie uczyła dzieci Polaków wywiezionych na przymusowe roboty. Przez krótki czas pracowała także w szkole przy polskim obozie w Ulm. W listopadzie 1945 powróciła do Polski. W Toruniu podjęła pracę nauczycielki w Szkole Powszechnej nr 22, była również referentką ds. wychowania pozaszkolnego w kuratorium, nie mogła natomiast powrócić do pracy w harcerstwie (m.in. z przyczyn organizacyjnych – siedzibę Pomorskiej Komendy Harcerek przeniesiono do Bydgoszczy). W tej sytuacji zdecydowała się niebawem na przeniesienie do Konstancina i pracę w miejscowym Domu Dziecka „Anusia”. W 1946 ostatecznie przeniosła się do Gdańska i została kierowniczką internatu Państwowego Liceum Spółdzielczego; w 1951 przeniosła się do pracy w Technikum Finansowym w Sopocie (jako nauczycielka). Wraz z końcem 1953 ze względów zdrowotnych przeszła na wcześniejszą emeryturę. Do pracy zawodowej powróciła w 1958, była kierowniczką biblioteki Zaocznego Studium Nauczycielskiego w Gdańsku. Ostatecznie na emeryturze znalazła się 14 stycznia 1972.
W Trójmieście powróciła do pracy w harcerstwie. Kierowała m.in. referatem kształcenia w Wydziale Gospodarczym Komendy Chorągwi Harcerek oraz Wydziałem Organizacyjnym Komendy Chorągwi Gdańsk, była również zastępcą komendanta chorągwi. Doszła do stopnia harcmistrzyni. Po przejściu na emeryturę zajęła się opracowaniem historii Pomorskiej Chorągwi Harcerek w latach 1919–1939. Efektem jej pracy stało się sześć tomów maszynopisu. Do końca życia utrzymywała kontakt z harcerzami wszystkich pokoleń, mimo utraty wzroku. Została pochowana na cmentarzu katolickim w Sopocie (kwatera E7-C-15).

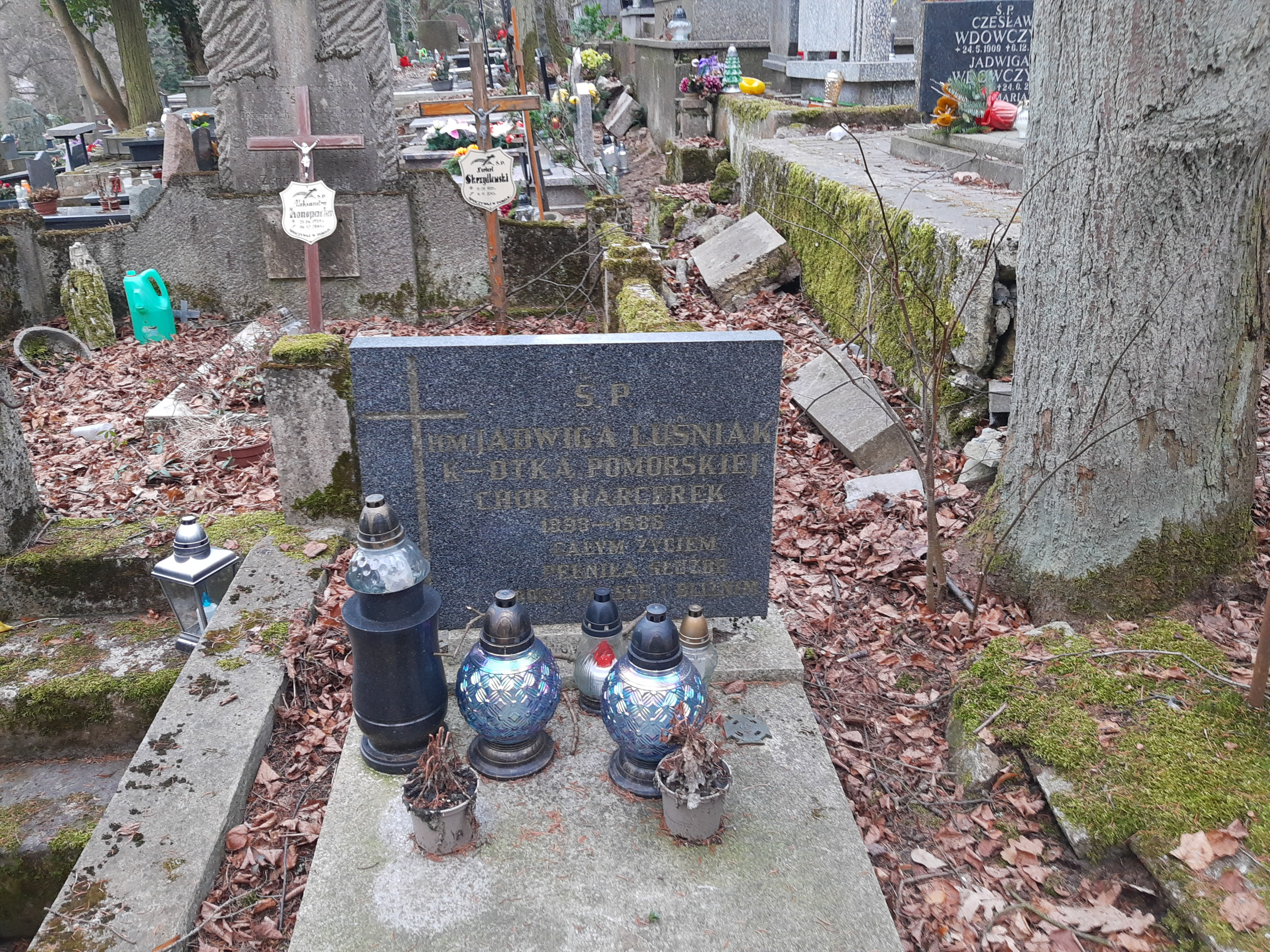
Grób Jadwigi Luśniak na cmentarzu rzymskokatolickim w Sopocie

## Odznaczenia
- Krzyż Kawalerski Orderu Odrodzenia Polski (1981)
- Srebrny Krzyż Zasługi (dwukrotnie: po raz pierwszy w 1931[3])
- Medal Komisji Edukacji Narodowej (1980)
- Krzyż „Za Zasługi dla ZHP” (1978)
- Odznaka honorowa „Zasłużonym Ziemi Gdańskiej”
- Sprawiedliwa wśród Narodów Świata (pośmiertnie, 2010)[1]

## Upamiętnienie
- Tablica upamiętniająca działalność Jadwigi Luśniak i Janiny Dunin-Wąsowiczowej odsłonięta w 2015 na budynku szkoły przy ul. Czarnieckiego 49 w Warszawie[4].